# Гражданская война в Колумбии (1860—1862)
Гражданская война в Колумбии или Война за суверенитеты (исп. Guerra de las soberanías) — конфликт между консервативной Гранадской конфедерацией и либеральными повстанческими силами из отделившегося штата Каука, приведший к ликвидации конфедерации и образованию Соединённых Штатов Колумбии.

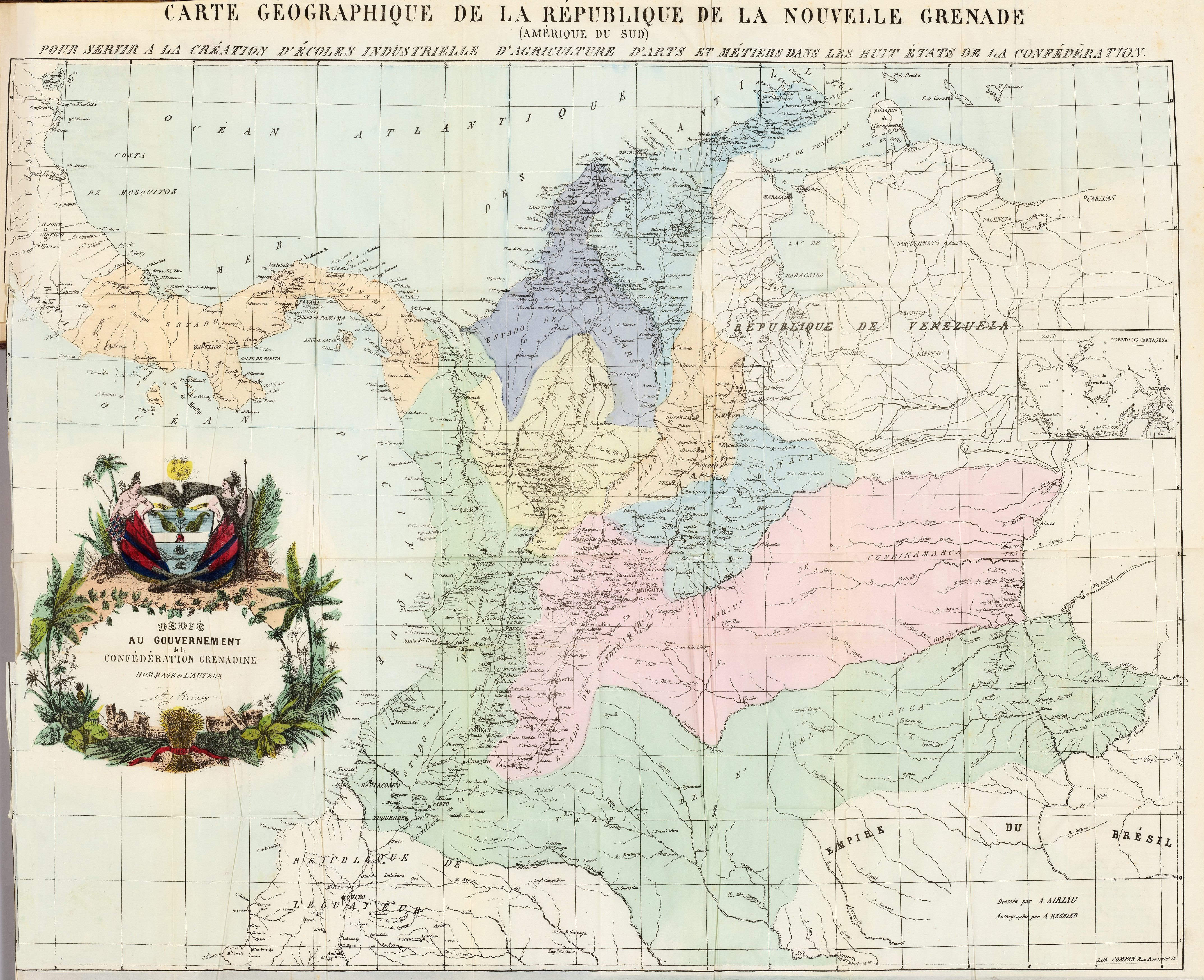
Гранадская конфедерация в 1858 году.

## Предыстория
Политическая история Колумбии наполнена борьбой между теми, кто стремился к укреплению центральной власти, и теми, кто считал, что нужно предоставлять больше автономии местным властям. В 1853 году президент Обандо ввёл в действие конституцию, допускающую преобразование провинций в «суверенные штаты». Вскоре он был свергнут и в стране началась гражданская война, однако в последующие годы за счёт объединения провинций и перераспределения территорий «штаты» были созданы, и в 1858 году эти изменения были зафиксированы в новой конституции, в соответствии с которой Республика Новая Гранада была преобразована в Гранадскую конфедерацию.
Однако президент Мариано Оспина предпринял ряд шагов, направленных на укрепление центральной власти. В противовес центробежным тенденциям консерваторы провели в 1859 году через конгресс два закона: в соответствии с одним из них президент получил право смещать губернаторов штатов и назначать их по своему выбору, а в соответствии с другим получил право создавать в штатах Административные департаменты, контролирующие расходование ресурсов штатов. Либералы посчитали эти законы антиконституционными.

## Ход войны
8 мая 1860 года губернатор Суверенного штата Каука Томас Сиприано де Москера объявил о выходе штата из-под юрисдикции центрального правительства. Его поддержали губернаторы ряда других штатов; повстанцы объявили свои штаты Соединёнными штатами Новой Гранады (исп. Estados Unidos de Nueva Granada). 28 августа 1860 года повстанческая армия двинулась на Манисалес и объединилась с различными лидерами других суверенных государств, поддержавших Москеру. 29 августа было заключено соглашение, в результате которого Москера и его войска отступили в Кауку и расформировались, а Москера взамен получил пост президента Гранадской Конфедерации. Однако Оспина отказался ратифицировать предложенное соглашение, и либеральные силы возобновили войну. После успешного вторжения повстанческой армии в штат Антьокия 18 июля 1861 года повстанческая армия взяла столицу Боготу. Мариано Оспина Родригес, его брат, Бартоломе Кальво и его кабинет были взяты в плен. На следующий день Москера приказал казнить ряд политиков и официальных лиц Конфедерации. 
Однако с падением столицы война не закончилась; ряд генералов центрального правительства продолжили борьбу, в том числе Хулио Арболеда в Кауке, генерал Браулио Энао в Антиокии и генерал Леонардо Канал в Сантандере. Однако с убийством первого 12 ноября 1862 г., поражением Энао в битве при Санта-Барбаре и капитуляцией Канала в Пасто, штат Нариньо, сопротивление новому правительству Москеры было относительно недолгим. Ситуация осложнилась тем, что, воспользовавшись беспорядками у соседей, в войну вмешались эквадорцы, рассчитывавшие воспользоваться моментом и забрать ряд спорных территорий. 16 января 1863 года последний глава конституционного правительства Мануэль дель Рио де Нарваэс подписал договор в Кали, признающий победу повстанцев.

## Результаты
4 февраля 1863 года в Рионегро состоялась конференция, на которой была принята новая Конституция страны. 8 мая 1863 года Конфедерация была официально преобразована в Соединённые Штаты Колумбии.